# Plebejus argyrognomon
Plebejus argyrognomon là một loài bướm ngày thuộc họ Lycaenidae. Nó được tìm thấy ở châu Âu.
Sải cánh dài 25–30 mm. Chúng bay từ tháng 5 đến tháng 8 tùy theo địa điểm.

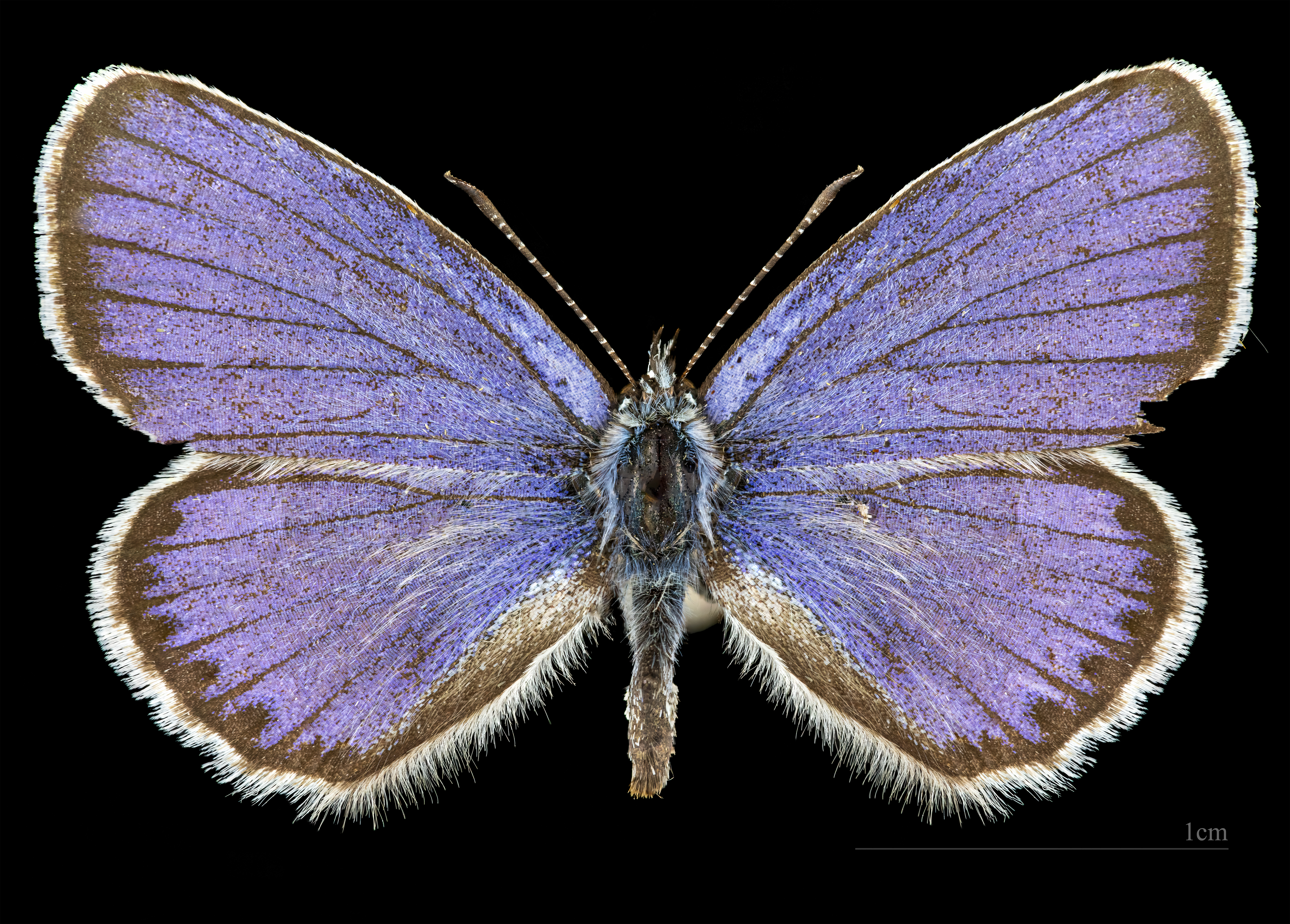
Plebejus a. argyrognomon ♂
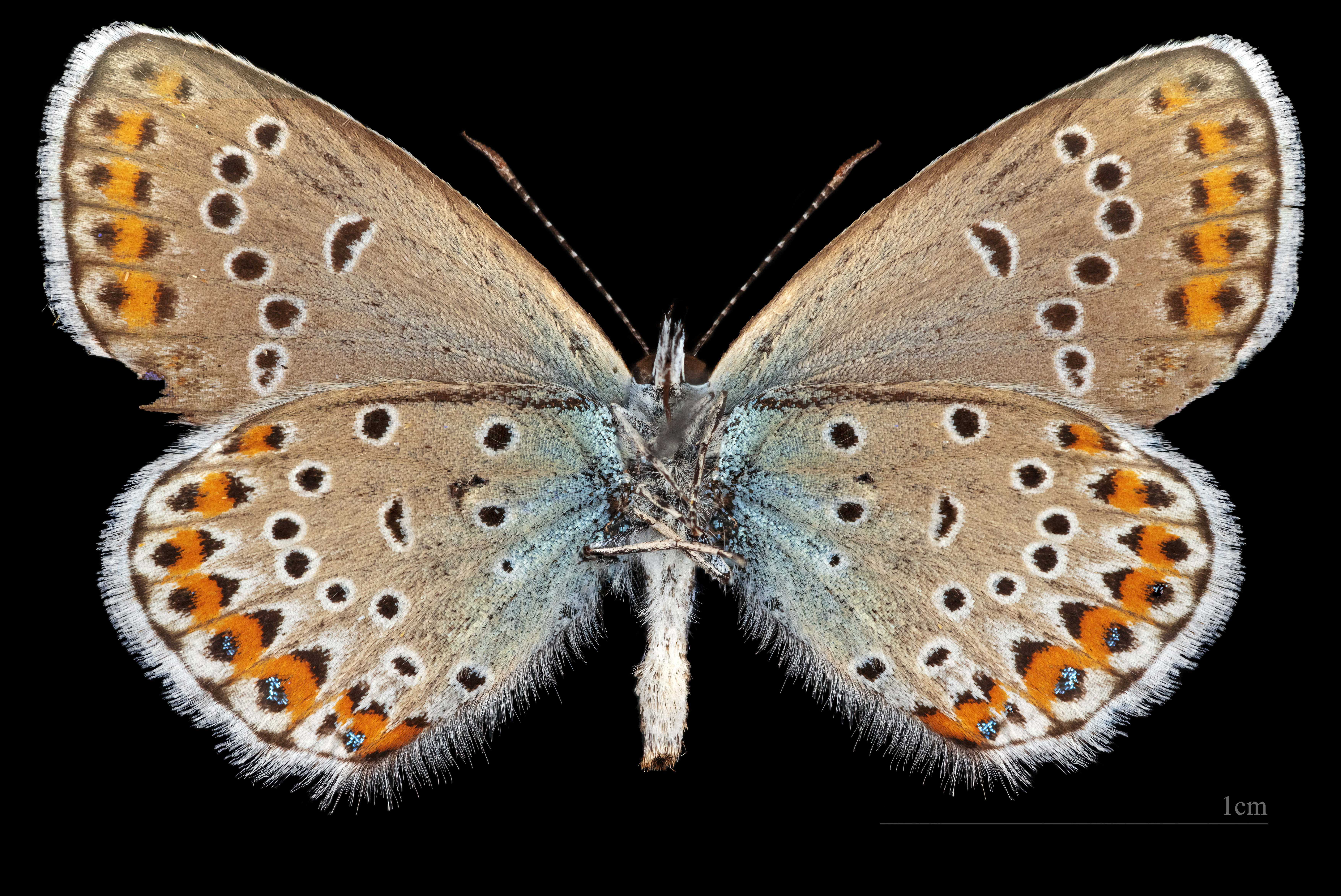
♂ △
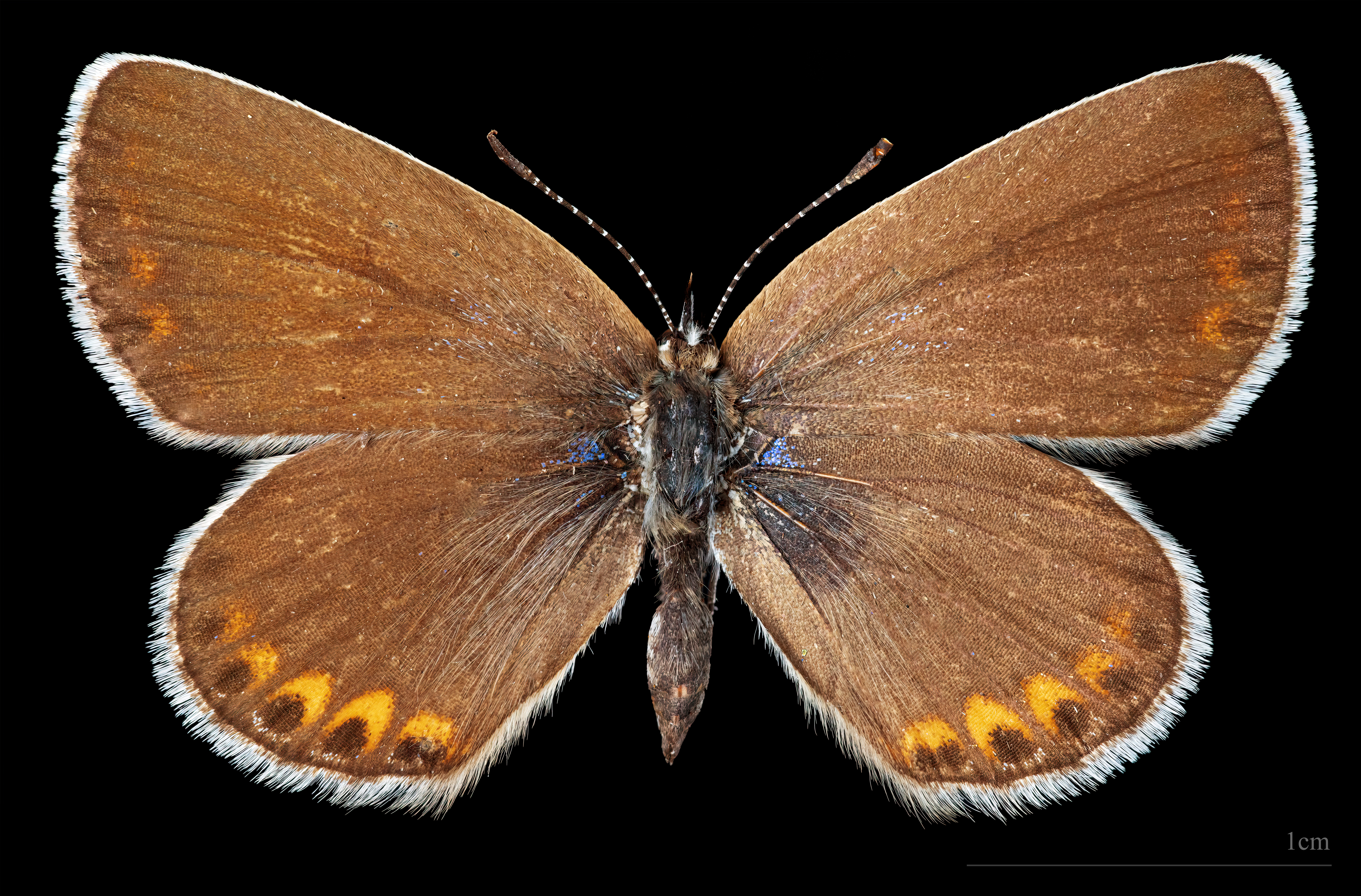
♀
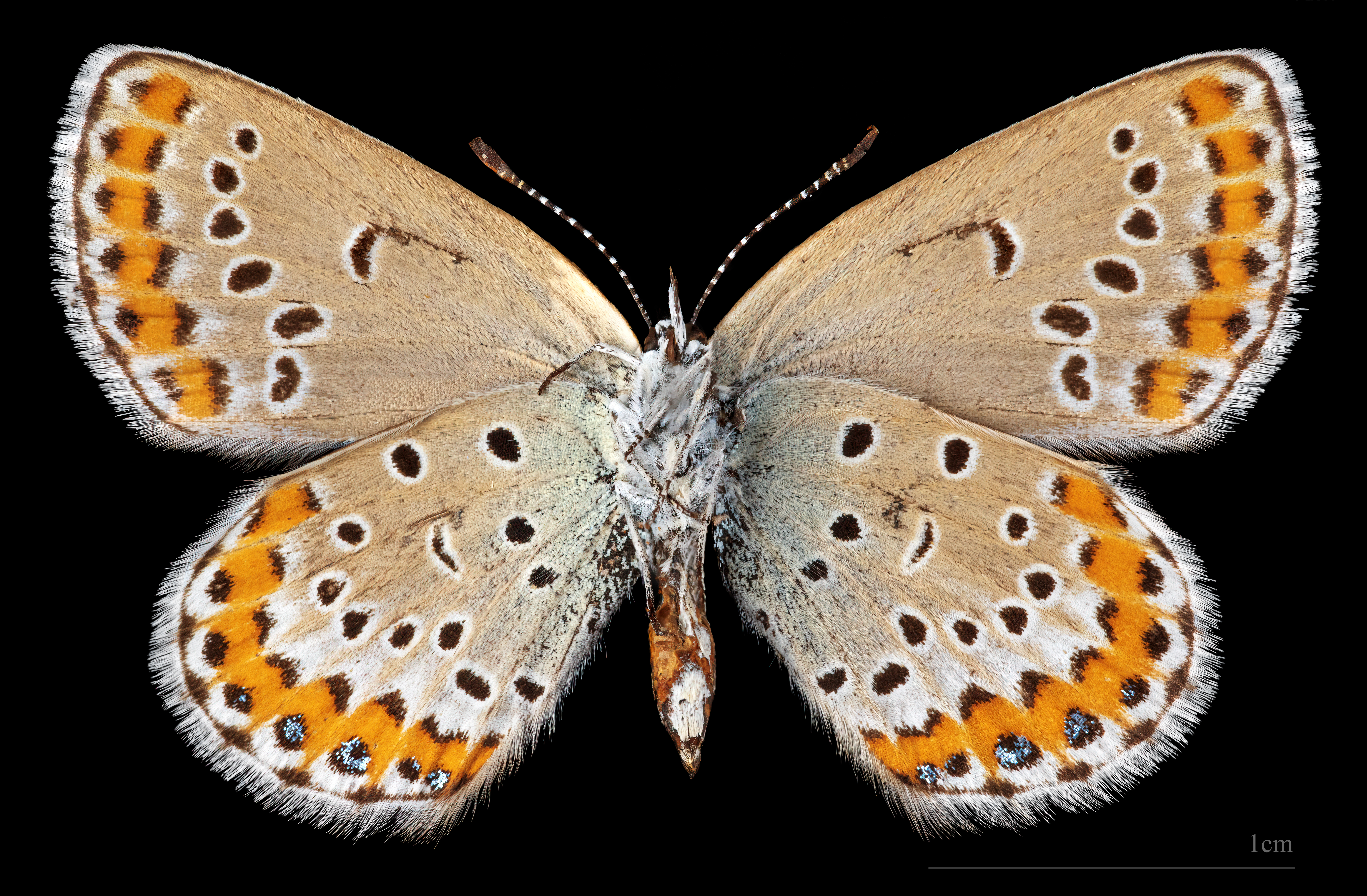
♀ △

Ấu trùng ăn Securigera varia và Astragalus glycyphyllos.

## Hình ảnh

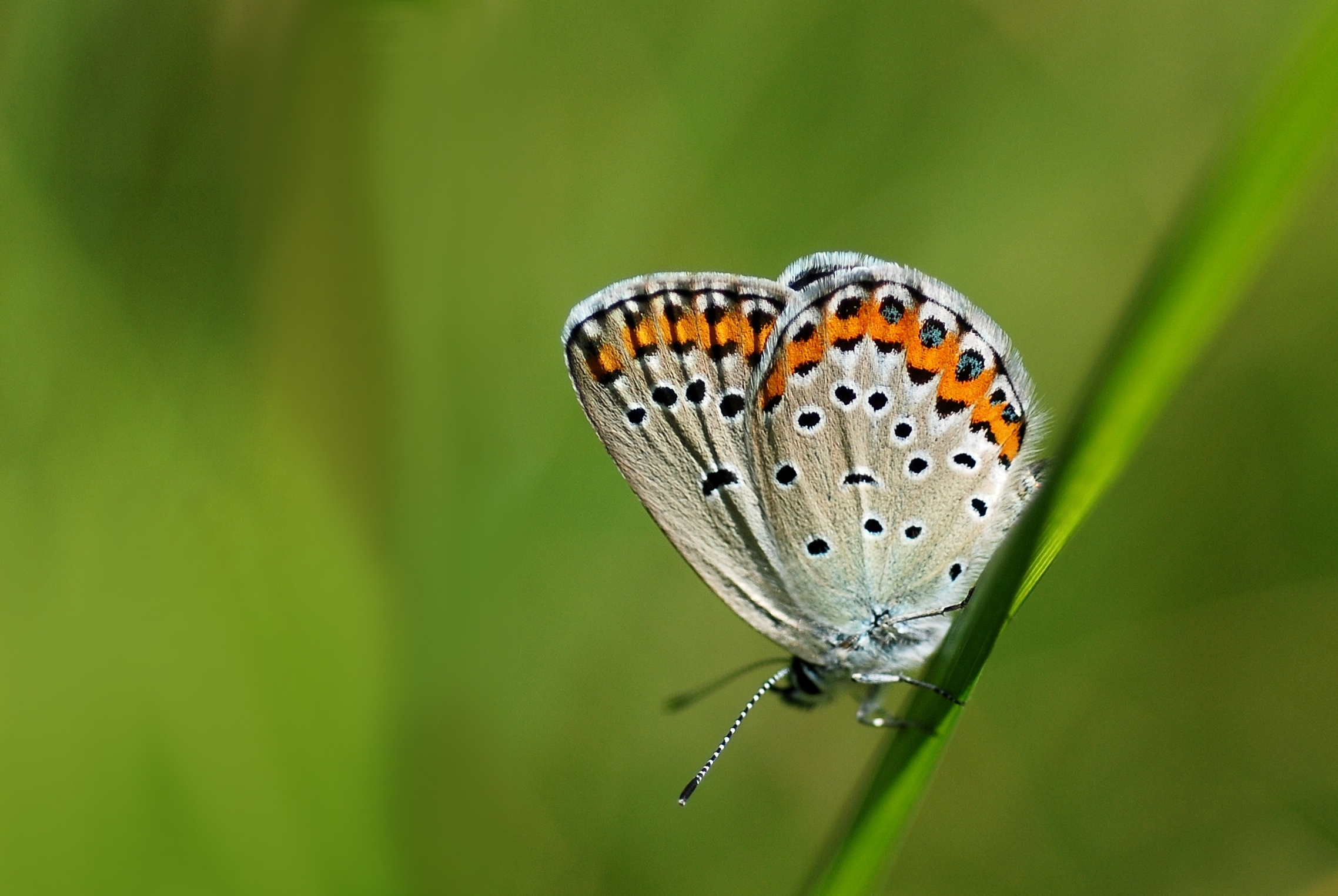
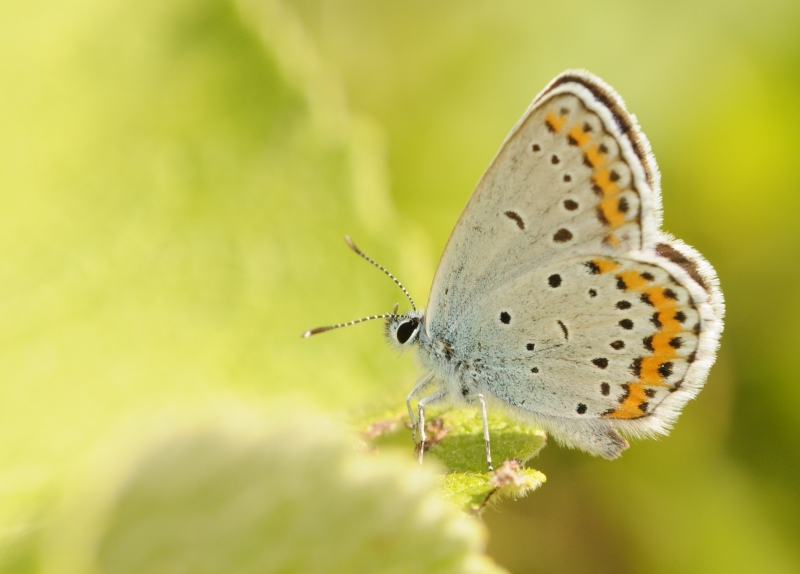
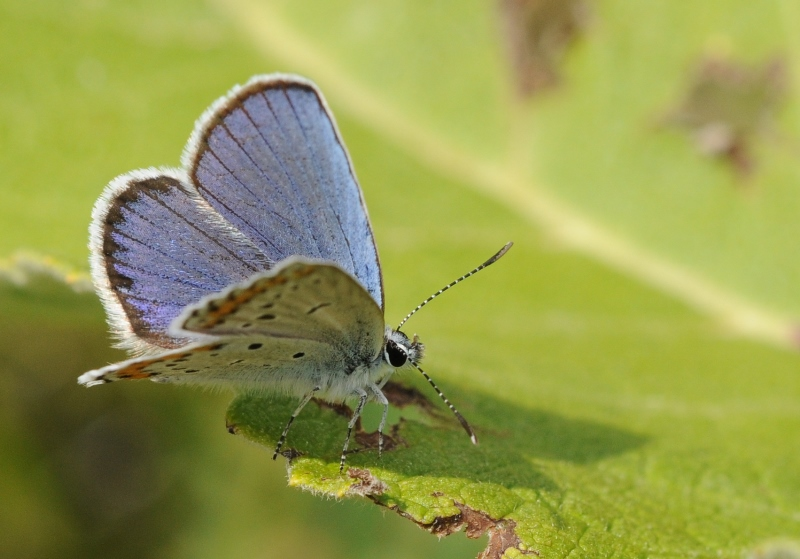